# Bisamberg (Wiener Teil)
Bisamberg (Wiener Teil) este o arie protejată (arie specială de conservare — SAC, sit de importanță comunitară — SCI, arie de protecție specială avifaunistică — SPA) din Austria întinsă pe o suprafață de 381 ha, integral pe uscat.

## Localizare
Centrul sitului Bisamberg (Wiener Teil) este situat la coordonatele 48°18′59″N 16°24′14″E / 48.3164°N 16.4039°E.

## Înființare
Situl Bisamberg (Wiener Teil) a fost declarat sit de importanță comunitară în decembrie 1997 pentru a proteja 3 specii de plante și 27 de specii de animale. Alte tipuri de protecție:
- arie de protecție specială avifaunistică (în decembrie 1997)
- arie specială de conservare (în octombrie 2007)[1][2][3]

## Biodiversitate
Situată în ecoregiunea continentală, aria protejată conține 7 habitate naturale: Pajiști uscate seminaturale și facies de acoperire cu tufișuri pe substraturi calcaroase (Festuco-Brometalia) (* situri importante pentru orhidee), Pajiști stepice subpanonice, Pajiști stepice panonice pe loess, Fânețe de joasă altitudine (Alopecurus pratensis, Sanguisorba officinalis), Păduri de stejar sau de stejar și carpen sub-atlantice și medio-europene de Carpinion betuli, Păduri de stejar și carpen Galio-Carpinetum, Păduri panonice cu Quercus petraea și Carpinus betulus.
La baza desemnării sitului se află mai multe specii protejate:
- plante (3): papucul doamnei (Cypripedium calceolus), Himantoglossum adriaticum, sisinei (Pulsatilla grandis)
- păsări (21): ciocârlie-de-câmp (Alauda arvensis), cânepar (Carduelis cannabina), prepeliță (Coturnix coturnix), ciocănitoarea de stejar (Dendrocopos medius), ciocănitoare de grădină (Dendrocopos syriacus), presură sură (Emberiza calandra), șoimul rândunelelor (Falco subbuteo), ciocârlan (Galerida cristata), frunzăriță galbenă (Hippolais icterina), capîntortură (Jynx torquilla), sfrâncioc roșiatic (Lanius collurio), ciocârlie de pădure (Lullula arborea), privighetoare (Luscinia megarhynchos), grangur (Oriolus oriolus), viespar (Pernis apivorus), codroșul de pădure (Phoenicurus phoenicurus), mărăcinar negru (Saxicola torquatus), turturică (Streptopelia turtur), silvie de câmp (Sylvia communis), silvie porumbacă (Sylvia nisoria), pupăză (Upupa epops)
- mamifere (2): liliac cârn (Barbastella barbastellus), popândău (Spermophilus citellus)
- nevertebrate (4): fluturele de noapte (Eriogaster catax), Euplagia quadripunctaria, rădașcă (Lucanus cervus), fluturele purpuriu (Lycaena dispar)

Pe lângă speciile protejate, pe teritoriul sitului au mai fost identificate 3 specii de plante, 4 specii de păsări, 2 specii de amfibieni, 9 specii de nevertebrate, 1 specie de reptile.